# Lycianthes impar
Lycianthes impar là loài thực vật có hoa trong họ Cà. Loài này được (Warb.) Bitter mô tả khoa học đầu tiên năm 1919.